# Paszport roślin

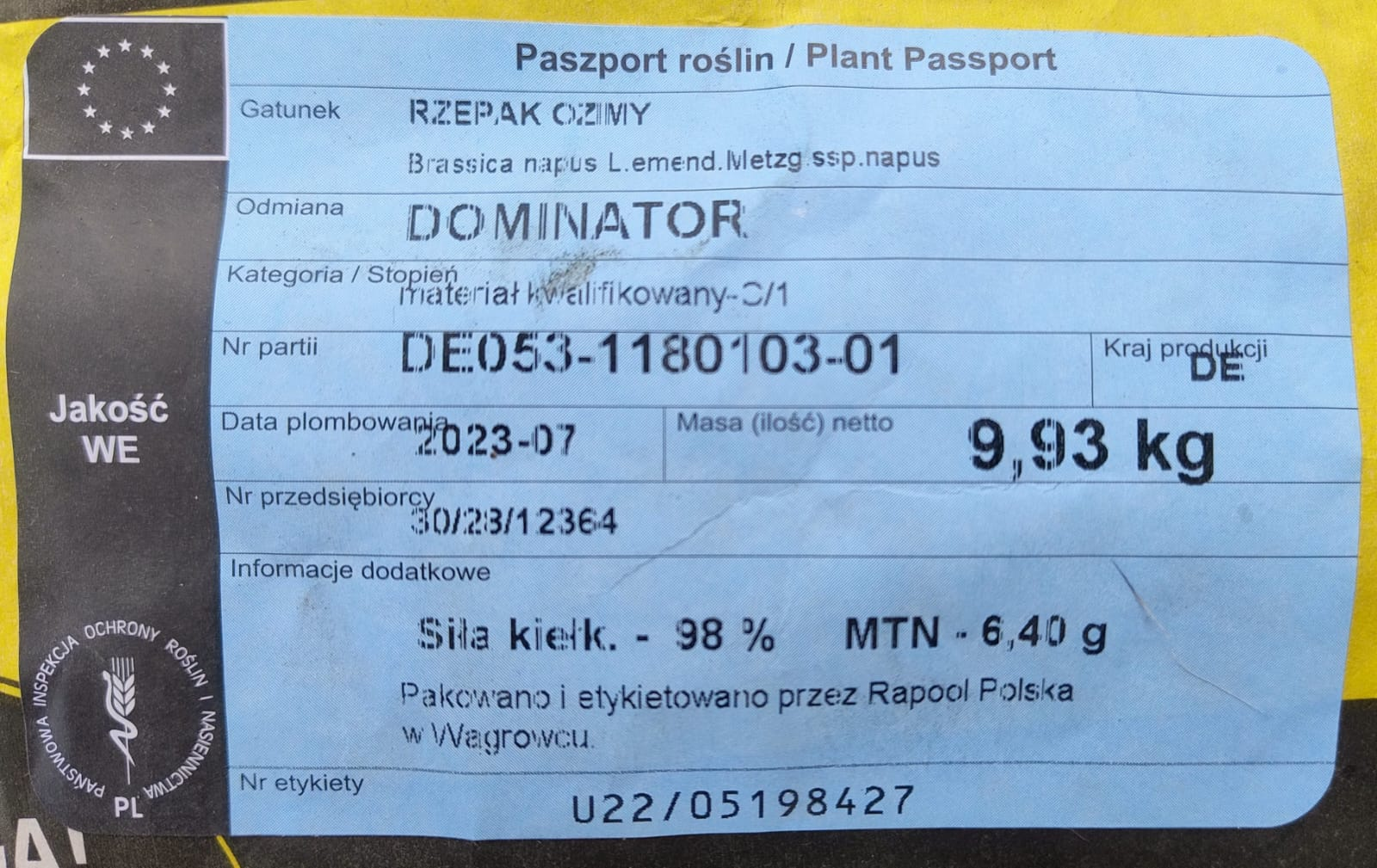
Paszport roślin dla rzepaku ozimego, kwalifikowanej odmiany Dominator.

Paszport roślin — dokument potwierdzający, że dana partia roślin przeznaczona wyłącznie do sprzedaży na obszarze UE została skontrolowana i jest wolna od organizmów szkodliwych.
Dokument nie jest obligatoryjny przy tradycyjnej, bezpośredniej sprzedaży przez producenta na własny użytek np. dla ogrodników amatorów.
Paszport roślin jest wydawany przez profesjonalnego producenta kwalifikowanego materiału roślinnego.